# Державна служба спеціального зв'язку та захисту інформації України
Державна служба спеціального зв'язку та захисту інформації України (Держспецзв'язку) — спеціалізований центральний орган виконавчої влади в галузі спеціального зв'язку та захисту інформації, який є суб'єктом сектору оборони і безпеки, основним суб'єктом національної системи кібербезпеки, що здійснює координацію діяльності суб'єктів забезпечення кібербезпеки в галузі кіберзахисту, регулятором комунікаційних послуг, утворений на виконання ухваленого 23 лютого 2006 року Закону України «Про Державну службу спеціального зв'язку та захисту інформації України» на базі ліквідованого Департаменту спеціальних телекомунікаційних систем та захисту інформації Служби безпеки України.
Держспецзв'язку виконує 93 завдання й функції та формує державну політику в 16 сферах (згідно із Законом України «Про Державну службу спеціального зв'язку та захисту України»). У штаті Держспецзв'язку та підприємств, що належать до сфери управління Служби, працюють понад 11 тис. фахівців, з-поміж яких 80 % — військовослужбовці. Адміністрація Держспецзв'язку як центральний орган виконавчої влади спрямовується і координується Кабінетом Міністрів України через Міністра Кабінету Міністрів України.
Від 15 листопада 2024 року згідно із Розпорядженням Кабінету Міністрів України від 15.11.2024 № 1120-р Головою служби призначено бригадного генерала Потія Олександра Володимировича.

## Історія
Головне управління урядового зв'язку СБУ
На початку 1998 року Указом Президента України від 11 лютого 1998 року № 110 «Про заходи щодо вдосконалення криптографічного захисту інформації в телекомунікаційних і інформаційних системах» на Головне управління урядового зв'язку СБУ (ГУУЗ СБУ) покладено завдання вирішення усього комплексу завдань, пов'язаних зі створенням такої системи в Україні. Указом Президента України від 22 травня 1998 року № 505 на ГУУЗ СБУ покладено завдання з реалізації державної політики в цій сфері. З метою концентрації зусиль у сфері захисту інформації за рішенням Президента України в серпні 1998 року на базі ГУУЗ СБУ із залученням фахівців Головного управління технічного захисту інформації Держкомсекретів був створений Департамент спеціальних телекомунікаційних систем та захисту інформації СБУ (ДСТСЗІ СБУ), який став головною структурою в державі з питань криптографічного та технічного захисту інформації.
Державна служба спеціального зв'язку та захисту інформації України
Держспецзв'язку створено на виконання прийнятого 23 лютого 2006 року Закону України «Про Державну службу
спеціального зв'язку та захисту інформації України» на базі ліквідованого Департаменту спеціальних телекомунікаційних систем та захисту інформації Служби Безпеки України.
Адміністрація Держспецзв'язку
Постановою Кабінету Міністрів України від 25 травня 2006 року № 734 на матеріально-технічній базі Департаменту спеціальних телекомунікаційних систем та захисту інформації Служби безпеки України, що був ліквідований, утворена Адміністрація Держспецзв'язку.
Адміністрація Держспецзв'язку є також правонаступником Державної служби зв'язку України й Державної адміністрації зв'язку.
2007 рік в складі Державного центру захисту інформаційно-телекомунікаційних систем (ДЦЗ ІТС) Держспецзв'язку було створено підрозділ CERT-UA (англ. Computer Emergency Response Team of Ukraine). Це команда реагування на комп'ютерні надзвичайні події України.
У 2011 році підрозділи та особовий склад Головного управління Державної фельд'єгерської служби (Держфельдслужби) було включено до загальної чисельності Держспецзв'язку. Восени 2011 року розпорядженням Кабінету Міністрів України № 901-р від 14 вересня 2011 року Головне управління фельд'єгерської служби було передане до сфери управління Адміністрації Держспецзв'язку.
16 грудня 2011 року Указом Президента України Головою Державної служби спеціального зв'язку та захисту інформації України призначений Геннадій Резніков.
23 березня 2014 року розпорядженням Кабінету Міністрів України № 266-р Головою Державної служби спеціального зв'язку та захисту інформації України призначений Володимир Звєрєв.
Впродовж 2011—2015 років і до лютого 2016 року загальна чисельність особового складу Держспецзв'язку, становила 7 227 осіб, з яких 6 032 військовослужбовця.
|                                                     |  |  |
| Пам'ятна монета НБУ присвячена службі спец. зв'язку |  |  |

1 липня 2015 року розпорядженням Кабінету Міністрів України № 660-р Головою Державної служби спеціального зв'язку та захисту інформації України призначений Леонід Євдовченко.
16 жовтня 2019 року розпорядженням Кабінету Міністрів України № 959-р Головою Державної служби спеціального зв'язку та захисту інформації України призначений Валентин Петров.
8 липня 2020 року розпорядженням Кабінету Міністрів України № 822-р Головою Державної служби спеціального зв'язку та захисту інформації України призначений Щиголь Юрій Федорович.
1 грудня 2023 року розпорядженням Кабінету Міністрів України № 1098-р Головою Державної служби спеціального зв'язку та захисту інформації України призначений Мироненко Юрій Миколайович.

## Структура Держспецзв'язку
Керівним органом системи Держспецзв'язку є Адміністрація Держспецзв'язку, яка діє відповідно до Положення про Адміністрацію Державної служби спеціального зв'язку та захисту інформації України. До складу Адміністрації входять більше 20 департаментів, управлінь та відділів, які виконують покладені на службу завдання.
До сфери управління Адміністрації Держспецзв'язку належать державні підприємства, установи та організації, діяльність яких пов'язана із забезпеченням виконанням завдань, покладених на Службу.

### Адміністрація Держспецзв'язку

#### Департамент захисту інформації
Департамент захисту інформації Адміністрації Держспецзв'язку відповідає за реалізацію державної політики у сфері захисту інформації, забезпечуючи безпеку даних в державних інформаційних системах та об'єктах критичної інфраструктури. Департамент виконує функції, пов'язані з криптографічним захистом, технічним захистом інформації, а також координацією заходів з кібербезпеки. Основні завдання Департаменту включають впровадження організаційно-технічних заходів для забезпечення захисту інформаційних ресурсів, моніторинг та аналіз загроз, а також розробку рекомендацій для державних органів щодо покращення безпеки інформації.

##### Департамент кіберзахисту
Департамент кіберзахисту Адміністрації Держспецзв'язку є ключовим елементом національної системи кібербезпеки. Він відповідає за забезпечення кіберзахисту державних інформаційних ресурсів, а також за координацію дій суб'єктів у сфері кіберзахисту.
Основні функції Департаменту включають:
- впровадження організаційно-технічних моделей кіберзахисту;
- забезпечення функціонування CERT-UA, що відповідає за реагування на комп'ютерні інциденти;
- розробка та реалізація заходів для виявлення вразливостей у інформаційних системах, що використовуються для обробки державних даних;
- співпраця з міжнародними партнерами для підвищення рівня кіберстійкості України.

Департамент також займається створенням платформ сервісів кіберзахисту, що надають захист інформаційних ресурсів за високими галузевими стандартами.

##### Департамент інструментального контролю
Департамент інструментального контролю Адміністрації Держспецзв'язку відповідає за забезпечення технічного захисту інформації. Основні функції департаменту включають:
- проведення інструментального контролю за станом технічного захисту інформації, що циркулює на об'єктах, які потребують особливого захисту;
- розробка нормативно-правових актів щодо регулювання процедур та вимог до технічного захисту інформації;
- проводить аналіз стану технічного захисту та моніторинг вразливостей у системах, що обробляють конфіденційну інформацію;
- взаємодіє з іншими державними структурами для забезпечення комплексного підходу до захисту інформації.

Цей департамент є ключовим елементом у системі національної безпеки, оскільки він забезпечує контроль за дотриманням вимог щодо захисту інформаційних ресурсів від несанкціонованого доступу та витоків.

##### Департамент планування застосування органів і підрозділів та спеціального зв'язку
Департамент планування застосування органів та підрозділів і спеціального зв'язку Адміністрації Держспецзв'язку виконує функції в рамках забезпечення національної безпеки та ефективного управління спеціальним зв'язком. Основні завдання департаменту включають:
- планування та координація органів і підрозділів спеціального зв'язку, що охоплює розробку і впровадження заходів для забезпечення їхньої ефективності;
- забезпечення функціонування державної системи урядового зв'язку, особливо в умовах надзвичайних ситуацій або воєнного стану;
- розробка нормативно-правових актів, що стосуються використання технічних засобів спеціальних електронних комунікацій, а також захисту інформаційних ресурсів (безпеки зв'язку);
- взаємодіє з іншими державними органами та установами, органами військового управління для координації дій у сфері спеціального зв'язку.

Цей департамент є ключовим елементом у системі управління державою, забезпечуючи надання сталого безперебійного захищеного зв'язку, забезпечуючи безпеку інформації та ефективні електронні комунікації у державному секторі.

###### Інші структурні підрозділи Адміністрації Держспецзв'язку
- Департамент організаційного та інформаційно-аналітичного забезпечення
- Департамент державного регулювання у сфері комунікаційних послуг
- Департамент цифрової трансформації
- Департамент безпілотних систем
- Департамент захисту критичної інфраструктури
- Департамент кадрової роботи та управління персоналом
- Департамент правової роботи
- Фінансово-економічний департамент
- Департамент європейської інтеграції та міжнародного співробітництва
- Департамент внутрішнього аудиту та контролю за службовою діяльністю
- Управління мобілізаційної роботи, територіальної оборони та цивільного захисту
- Режимно-секретне управління
- Управління з питань запобігання та виявлення корупції
- Управління інформаційних комунікацій
- Відділ пожежної безпеки та охорони праці
- Патронатна служба

### Територіальні органи

#### Головне управління урядового зв'язку
Забезпечує урядовим зв'язком вищих посадових осіб держави в місцях їх постійного та тимчасового перебування на території України та за її межами. Забезпечує функціонування мереж та комплексів державної системи урядового зв'язку, національної телекомунікаційної мережі, системи захищенного відеоконференцзв'язку, шифродокументального зв'язку.

#### Управління Держспецзв'язку в областях
Забезпечують урядовим зв'язком державні органи в областях, реалізують державну політику у сферах криптографічного та технічного захисту інформації, впровадження сервісів кіберзахисту.

### Територіальні підрозділи
Забезпечують урядовим зв'язком органи військового управління сил оборони та сектору безпеки на польових пунктах управління.
- 2 територіальний вузол урядового зв'язку
- 3 територіальний вузол урядового зв'язку
- 4 територіальний вузол урядового зв'язку
- 8 територіальний вузол урядового зв'язку
- 10 територіальний вузол урядового зв'язку

### Заклади та установи, підприємства, що входять до сфери управління Держспецзв'язку

#### Національний центр оперативно-технічного управління мережами телекомунікацій (НЦУ)
Створений Кабінетом Міністрів України у 2019 році для забезпечення оперативно-технічного управління телекомунікаційними мережами загального користування всіх операторів телекомунікацій в умовах надзвичайних ситуацій, надзвичайного та воєнного стану.

#### Державний науково-дослідний інститут технологій кібербезпеки та захисту інформації
Інститут є виробничо-орієнтованою[джерело?] галузевою науковою установою, розташований у Києві. Результат діяльності ДержНДІ призначений для безпосереднього впровадження у виробництво та/або практичного використання у спеціальних інформаційно-телекомунікаційних системах і на об'єктах інформаційної діяльності.
Галузі діяльності ДержНДІ:
1. розроблення, дослідження, виробництво і впровадження засобів криптографічного та технічного захисту інформації, а також телекомунікаційного обладнання для спеціальних інформаційно-телекомунікаційних систем;
2. створення засобів криптографічного захисту інформації та засобів спеціального зв'язку в частині забезпечення криптографічних, інженерно-криптографічних, спеціальних вимог;
3. сертифікаційне випробування засобів криптографічного та технічного захисту інформації, наукові експертизи проєктів у сфері захисту інформації, науково-технічні експертизи у сфері криптографічного та технічного захисту інформації;
4. інша діяльність, що не суперечить умовам акредитації випробувальної лабораторії ДержНДІ та умовам ліцензування в галузі криптографічного і технічного захисту інформації.

#### Інститут спеціального зв'язку та захисту інформації
Інститут розташований у Києві і є закладом освіти Державної служби спеціального зв'язку та захисту інформації України та військовим навчальним підрозділом найбільшого технічного університету України дослідницького типу — Національного технічного університету України «Київський політехнічний інститут імені Ігоря Сікорського».
Підготовка фахівців у Інституті здійснюється за спеціальностями:
- 122  Комп'ютерні науки;
- 125  Кібербезпека;
- 172  Електронні комунікації та радіотехніка.

#### Державний центр кіберзахисту (ДЦКЗ)
Державний центр кіберзахисту Держспецзв'язку є державною установою, яка входить до загальної структури Державної служби спеціального зв'язку та захисту інформації України
Основними завданнями Державного центру кіберзахисту Держспецзв'язку є:
- впровадження організаційно-технічної моделі кібербезпеки як складової національної системи кібербезпеки;
- забезпечення створення та функціонування основних складових системи захищеного доступу державних органів до мережі Інтернет;
- забезпечення створення та функціонування системи антивірусного захисту національних інформаційних ресурсів;
- аудит інформаційної безпеки та стану кіберзахисту об'єктів критичної інформаційної інфраструктури;
- забезпечення створення та функціонування системи виявлення вразливостей і реагування на кіберінциденти та кібератаки щодо об'єктів кіберзахисту;
- забезпечення створення та функціонування системи взаємодії команд реагування на комп'ютерні надзвичайні події;
- у взаємодії з іншими суб'єктами забезпечення кібербезпеки, розробка сценаріїв реагування на кіберзагрози, заходів щодо протидії таким загрозам, програм та методик проведення кібернавчань;
- створення та забезпечення функціонування Національного центру резервування державних інформаційних ресурсів.

13 травня 2021 року Президент України Володимир Зеленський відкрив Кіберцентр UA30, який також входить до ДЦКЗ Держспецзв'язку. З 2022 року до складу ДЦКЗ належить Центр активної протидії агресії у кіберпросторі.

#### Урядова команда реагування на комп'ютерні надзвичайні події CERT-UA
CERT-UA — Урядова команда реагування на комп'ютерні надзвичайні події України, яка функціонує в складі Державної служби спеціального зв'язку та захисту інформації України. Від 2009 року є акредитованим членом Форуму команд реагування на інциденти безпеки FIRST.
Завдання CERT-UA:
1. накопичення та проведення аналізу даних про кіберінциденти, ведення державного реєстру кіберінцидентів;
2. надання власникам об'єктів кіберзахисту практичної допомоги з питань запобігання, виявлення та усунення наслідків кіберінцидентів щодо цих об'єктів;
3. організація та проведення практичних семінарів з питань кіберзахисту для суб'єктів національної системи кібербезпеки та власників об'єктів кіберзахисту;
4. підготовка та розміщення на своєму офіційному вебсайті рекомендацій щодо протидії сучасним видам кібератак та кіберзагроз;
5. взаємодія з правоохоронними органами, забезпечення їх своєчасного інформування про кібератаки;
6. взаємодія з іноземними та міжнародними організаціями з питань реагування на кіберінциденти, зокрема в рамках участі у Форумі команд реагування на інциденти безпеки FIRST із сплатою щорічних членських внесків;
7. взаємодія з українськими командами реагування на комп'ютерні надзвичайні події, а також іншими підприємствами, установами та організаціями незалежно від форми власності, які провадять діяльність, пов'язану із забезпеченням безпеки кіберпростору;
8. опрацювання отриманої від громадян інформації про кіберінциденти щодо об'єктів кіберзахисту;
9. сприяння державним органам, органам місцевого самоврядування, військовим формуванням, утвореним відповідно до закону, підприємствам, установам та організаціям незалежно від форми власності, а також громадянам України у розв'язанні питань кіберзахисту та протидії кіберзагрозам.

#### Державне підприємство «Українські спеціальні системи» (ДП «УСС»)
Державне підприємство «Українські спеціальні системи» є оператором національної мережі конфіденційного зв'язку, спеціальної мережі стільникового зв'язку та захищеного вузла інтернет-доступу; а також надає послуги конфіденційного зв'язку, створення комплексних систем захисту інформації та проведення державної експертизи; електронні довірчі послуги та послуги захисту інформаційних ресурсів органів державної влади, органів місцевого самоврядування, підприємств, установ та організацій різних форм власності з використанням сучасних технологій.
Від 24 березня 2021 року ДП «УСС», відповідно до розпорядження Кабінету Міністрів України, визначено Централізованою закупівельною організацією у сфері цифровізації. ДП «УСС» було створено окрему філію «Централізована закупівельна організація».
Проведення закупівлі комп'ютерного обладнання та програмного забезпечення під одним дахом дасть можливість мати такі переваги:
- Прозорість: об'єднання закупівель допомагає покращити систему громадського контролю за використанням бюджетних коштів. А найголовніше: усі тендери ЦЗО проводить через електронну систему закупівель без жодних винятків.
- Безпека: ДП «УСС» перебуває у підпорядкуванні Держспецзв'язку, тому має доступ до найсвіжішої інформації щодо кіберзагроз і здатне перевірити наявність у комп'ютерного обладнання та програмного забезпечення належного рівня захищеності.
- Ефективність: ДП «УСС» має багаторічний досвід закупівель у галузі цифровізації, якого немає у більшості інших державних установ та організацій, а також має матеріально-технічну базу та висококваліфікований персонал, що забезпечує високу ефективність закупівель.

#### Концерн радіомовлення, радіозв'язку та телебачення (Концерн РРТ, КРРТ)
Концерн радіомовлення, радіозв'язку та телебачення — державний оператор телерадіомовлення, радіорелейного й супутникового зв'язку. Замовниками послуг Концерну РРТ є загальнонаціональні телевізійні мовники та радіокомпанії України, обласні, регіональні телерадіокомпанії, комерційні телерадіокомпанії, оператори телекомунікацій та підприємства зв'язку.
Концерн РРТ бере участь у розробленні та реалізації державної політики у сфері телерадіомовлення, аналізі стану телерадіомовлення в Україні, реалізації пропозицій щодо вдосконалення законодавства у цій сфері, забезпечення інформаційної безпеки України в сфері телекомунікацій тощо. Як державне підприємство Концерн РРТ віддає 80 % своїх доходів державі.
Найбільш вагомими замовниками послуг Концерну РРТ є ПАТ «НСТУ», якому надають послуги з трансляції телевізійних  програм у аналоговому і цифровому форматі та радіопрограм у діапазонах ультракоротких та середніх хвиль, ТОВ «Зеонбуд» (цифрове телебачення), оператори стільникового зв'язку (технічне обслуговування телекомунікаційного обладнання).
Інфраструктура Концерну містить понад 500 антенно-щоглових споруд (заввишки від 70 до 386 метрів), понад 12 тис. км радіорелейних ліній, 2 потужних радіоцентри, станцію космічного зв'язку (СКЗ) в селі Калинівка Макарівського району Київської області та 2 передавальні земні станції у Львівській області. У розпорядженні Концерну перебувають понад 400 радіотелевізійних передавальних станцій (з них 76 — потужні), що розміщені по всій території України, понад 1 200 телевізійних передавачів та понад 400 радіомовних передавачів.
У 2011 році на базі інфраструктури Концерну РРТ побудовані телевізійні цифрові мережі МХ -1. -2. -3. -5 у стандарті DVB-T2. Далі у цьому стандарті будують локальні мультиплекси для місцевих мовників та мультиплекси на межі зони проведення ООС.
Концерн РРТ є членом Міжнародної організації супутникового зв'язку «INTELSAT» і акціонером Європейської організації супутникового зв'язку «EUTELSAT S. A.».
У 2019 році Національна рада України з питань телебачення і радіомовлення  визначила Концерн РРТ оператором багатоканальної цифрової національної телемережі Multiplex MX-7. Указом Президента України від 18 травня 2021 року № 198/2021 запроваджено в дію рішення Ради національної безпеки і оборони України від 14 травня 2021 року «Щодо окремих заходів із забезпечення інформаційної безпеки», відповідно до якого передбачений механізм матеріально-технічного забезпечення побудови Концерном РРТ загальнонаціональної цифрової багатоканальної телемережі МХ-7.
Мультиплекс MX-7 зможе розмістити до 12 телевізійних каналів і 3 радіоканали. Передусім це будуть державні канали та суспільний мовник.
Побудова загальнонаціональної цифрової багатоканальної телемережі МХ-7 є суспільно значимою з точки зору забезпечення інформаційної безпеки України. Адже мультиплекс надасть державі можливість контролю над елементом критичної інфраструктури — доступом до національного мовлення. Крім того, поява ще одного оператора національного цифрового мовлення сприятиме розвитку конкуренції на ринку для телеканалів.

#### Державне підприємство спеціального зв'язку (ДП СЗ)
Державне підприємство спеціального зв'язку надає послуги поштового зв'язку спеціального призначення, кур'єрських послуг по всій території України, супроводження цінних вантажів на транспорті замовника та охоронних послуг, а також послуг спеціального зв'язку, які включають пересилання відправлень, що містять державну та комерційну таємницю.

#### Галузевий державний архів Держспецзв'язку м. Київ
У ГДА Держспецзв'язку зберігаються документи Національного архівного фонду, що утворилися в процесі діяльності Адміністрації Держспецзв'язку, її територіальних органів, територіальних підрозділів, Головного управління урядового фельд'єгерського зв'язку Держспецзв'язку, підрозділів урядового фельд'єгерського зв'язку, закладів і установ Держспецзв'язку, створює умови для користування цими документами та здійснює організаційно-методичне керівництво з питань архівної справи в Держспецзв'язку.

Діяльність ГДА Держспецзв'язку регламентується Наказом Адміністрації Держспецзв'язку «Про затвердження Положення про Галузевий державний архів Державної служби спеціального зв'язку та захисту інформації України».

## Реформування Держспецзв'язку
22 жовтня 2021 року Президент України Володимир Зеленський затвердив Концепцію реформування Держспецзв'язку (Указ Президента України № 544/2021 «Про рішення Ради національної безпеки і оборони України від 22 жовтня 2021 року „Про Концепцію реформування Державної служби спеціального зв'язку та захисту інформації України“»). До 2025 року Державна служба спеціального зв'язку та захисту інформації України буде реформована. Концепція передбачає реформування Держспецзв'язку у два етапи:
- І етап від січня 2022 року по грудень 2023 року;
- ІІ етап від січня 2024 року по грудень 2025 року.

18 жовтня 2024 року Кабінет Міністрів України затвердив План заходів з реалізації Концепції реформування Державної служби спеціального зв'язку та захисту інформації України на 2024—2025 роки. Реформа Держспецзв'язку — це посилення інституційних  спроможностей. Унаслідок реформування Служба стане більш ефективною та прозорою. Будуть розв'язані питання соціального забезпечення військовослужбовців.
Основні засади реформування:
Урядовий зв'язок. Система урядового зв'язку буде повністю інтегрована до Національної телекомунікаційної мережі, осучаснені та модернізовані системи зв'язку. Фельд'єгерський зв'язок стане оперативнішим і більш захищеним.
Кібербезпека. Сучасна система кіберзахисту буде розгорнута на об'єктах критичної інформаційної інфраструктури, посилено захист державних інформаційних ресурсів, буде розширено сучасну нормативно-правову базу у сфері кіберзахисту.
Захист інформації. Буде розроблено та імплементовано нові сучасні стандарти технічного і криптографічного захисту інформації, протидії технічним розвідкам.
Ефективність. Відбудеться реформування структури Служби, посилення демократичного цивільного контролю. Робота у Держспецзв'язку буде престижною і забезпечуватиме гідний соціальний рівень. Підвищимо якість освіти з кібербезпеки, рівень фахівців із захисту інформації.
Міжнародна співпраця. Внаслідок реформи Держспецзв'язку розширить співпрацю з НАТО з метою впровадження стандартів Альянсу у повсякденну діяльність та задля наближення набуття Україною членства у Альянсі. Служба стане акредитаційним центром із питань безпеки національних комунікаційно-інформаційних систем, у яких обробляється інформація НАТО з обмеженим доступом

## Функції Держспецзв'язку

### Основний суб'єкт забезпечення кібербезпеки в Україні
Державна служба спеціального зв'язку та захисту інформації України є одним із основних суб'єктів забезпечення кібербезпеки України. Адміністрація Держспецзв'язку формує та реалізує публічну політику у сфері кіберзахисту відповідає за кіберзахист державних інформаційних ресурсів критичної інформаційної інфраструктури.

##### Національний центр резервування державних інформаційних ресурсів
8 лютого 2021 року КМУ ухвалив постанову «Про реалізацію експериментального проекту щодо функціонування Національного центру резервування державних інформаційних ресурсів». [Архівовано 26 лютого 2022 у Wayback Machine.]
До НЦ увійдуть єдині основний і резервний захищені центри оброблення даних (дата-центри), призначені для обробки і зберігання державних електронних інформаційних ресурсів.
Створенням компонентів НЦ займається Держспецзв'язку та підприємства, які належать до її сфери управління. Адміністратором безпеки є Державний центр кіберзахисту. Технічним адміністратором — ДП «Українські спеціальні системи». Його зона відповідальності — проєктування, закупівля обладнання і розміщення, придбання програмного забезпечення тощо.
Концерн КРРТ і ДП «Укрспецзв'язок» надаватимуть транспортні мережі, забезпечуватимуть центр резервування електрикою, займатимуться будівництвом, адмініструванням інфраструктури.

##### Платформа сервісів кіберзахисту
Платформа сервісів кіберзахисту — це один із компонентів Національного центру резервування державних інформаційних ресурсів. Платформа також буде доступною для державних органів як окрема послуга. Завдяки цій платформі органи державної влади отримують захист власних інформаційних ресурсів за найвищими галузевими стандартами.
Платформа для створення і розміщення державних реєстрів
Це уніфікований інструмент для побудови інформаційних систем і реєстрів. Розпорядником платформи є ДП «УСС», що належить до сфери управління Держспецзв'язку.
Модернізація системи захищеного доступу до мережі «Інтернет» для державного сектору
Державний центр кіберзахисту Держспецзв'язку відповідає за розроблення та функціонування системи захищеного доступу до мережі «Інтернет» для державних органів. У 2021 році розпочалась робота над модернізацією системи для 82 ЦОВВ.

#### Організаційно-технічна модель кіберзахисту (ОТМ)
Організаційно-технічна модель кіберзахисту — комплекс заходів, суб'єктів і дій, які спрямовані на розвиток спроможностей національної системи кібербезпеки в оперативному реагуванні на кібератаки та кіберінциденти.
Також організаційно-технічна модель формує умови для мінімізації імовірних негативних наслідків для інформаційно-комунікаційних систем. Положення розроблено Адміністрацією Держспецзв'язку з власної ініціативи.
Організаційно-технічна модель передбачає три рівні інтегрованих інфраструктур кіберзахисту:
- Організаційно-керівна (основні суб'єкти національної системи кібербезпеки).
- Технологічна (взаємодія технологічних підрозділів, тобто обмін інформацією, моніторинг, забезпечення сталої безпеки кіберпростору тощо).
- Базова (захищена інформаційна інфраструктура та суспільство (громада)).

Організаційно-технічна модель кіберзахисту спрямована на забезпечення:
- підвищення функціонування системи кіберзахисту України та посилення координації дій між основними суб'єктами кібербезпеки;
- зменшення вразливості інформаційних, комунікаційних систем і забезпечення їх кіберстійкості;
- створення умов розвитку державно-приватного партнерства у сфері кібербезпеки;
- створення ефективної системи національного реагування на кіберінциденти, зокрема розвиток галузевих команд реагування, синхронізація та узгодження їхніх дій;
- підвищення національного потенціалу в галузі кібербезпеки в кіберпросторі;
- постійного контролю за станом кіберзахисту об'єктів критичної інфраструктури;
- конфіденційності, цілісності та доступності інформації, а також безпеки комунікаційних і технологічних систем.

Впровадження організаційно-технічної моделі кіберзахисту визначає відповідальність за виконання конкретних завдань кожного суб'єкта кібербезпеки та дає можливість сформувати ефективну систему ресурсного забезпечення, зокрема кадрів.

#### Захист критичної інформаційної інфраструктури
19 червня 2019 року Кабінетом Міністрів було визначено Загальні вимоги з кіберзахисту об'єктів критичної інфраструктури (Постанова Кабінету Міністрів України № 518 «Про затвердження Загальних вимог до кіберзахисту об'єктів критичної інфраструктури»), реалізація яких покладена на власників таких об'єктів. Наразі застосування таких вимог не тільки на об'єктах критичної інфраструктури дозволяє суттєво підвищити рівень кіберзахисту країни.
9 жовтня 2020 року Кабінет Міністрів України ухвалив Постанови «Деякі питання об'єктів критичної інфраструктури» та «Деякі питання об'єктів критичної інформаційної інфраструктури», які були розроблені фахівцями Служби. Ці Постанови встановлюють:
- Порядок віднесення об'єктів до об'єктів критичної інфраструктури;
- Перелік секторів (підсекторів), основних послуг критичної інфраструктури держави;
- Методику категоризації об'єктів критичної інфраструктури;
- Порядок формування переліку об'єктів критичної інформаційної інфраструктури;
- Порядок внесення об'єктів критичної інформаційної інфраструктури до державного реєстру об'єктів критичної інформаційної інфраструктури, його формування та забезпечення функціонування.

До кінця 2021 року ОКІ мають завершити процес віднесення себе до певного рівня критичності. Наступним кроком Держспецзв'язку запустить процес створення переліку ОКІІ, потім — аудиту інформаційної безпеки ОКІ — та контролюватиме посилення їх кіберзахисту.
У жовтні 2021 року Держспецзв'язку затвердила Методичні рекомендації щодо підвищення рівня кіберзахисту критичної інформаційної інфраструктури. Цей документ базується на підходах Національного інституту стандартів і технологій США та об'єднує найкращі світові практики та чинну нормативну базу, за допомогою яких оператори ОКІІ мають будувати кіберзахист систем.
Документ регулярно переглядатимуть, адже ОКІІ мають бути здатними протистояти  ризикам кібербезпеки, які постійно змінюються. Рекомендації можуть бути застосовані на всіх етапах створення комплексної системи захисту інформації (КСЗІ), системи інформаційної безпеки (на підставі Постанови Кабінету Міністрів України№ 518 «Про затвердження Загальних вимог до кіберзахисту об'єктів критичної інфраструктури»), створення системи управління інформаційною безпекою (СУІБ, відповідно до вимог ДСТУ ISO/IEC 27 001) або інших систем захисту інформації, побудованих міжнародними та національними стандартами.

### Захист інформації

#### Технічний та криптографічний захист інформації
Держспецзв'язку розробляє стандарти криптографічного та технічного захисту, а також визначає, які стандарти захисту інформації визнаються в Україні для різних видів систем.
Держспецзв'язку є повноважним органом ліцензування у сфері криптографічного та технічного захисту інформації, має повноваження проводити планові та позапланові перевірки стану і дотримання ліцензійних умов провадження господарської діяльності з надання послуг у галузі криптографічного та технічного захисту державних інформаційних ресурсів та інформації.
У 2020 році Держспецзв'язку ініціювала внесення змін у Закон України «Про захист інформації в інформаційно-телекомунікаційних системах». Зокрема, організації дістали можливість будувати захист не тільки за стандартами КСЗІ, а й за міжнародним стандартом ISO 27000, якщо компанія не працює зі службовою  інформацією або інформацією, що становить державну таємницю.
У 2021 році Держспецзв'язку розробила, а Національний координаційний центр кібербезпеки при Раді національної безпеки та оборони України ухвалив «Перелік категорій кіберінцидентів» і «Загальні правила обміну інформацією про кіберінциденти. Протокол TLP». Документи слугуватимуть основою для обміну інформацією про кіберінциденти між суб'єктами національної системи кібербезпеки.
«Перелік категорій кіберінцидентів» упроваджує єдину термінологію для обміну інформацією про кіберінциденти, передання звітів до НКЦК, у тому числі за допомогою автоматизованих платформ для обміну інформацією про кіберзагрози.
«Загальні правила обміну інформацією про кіберінциденти. Протокол TLP» визначають спосіб класифікації повідомлень про кіберінциденти з урахуванням того, як і кому може бути надана така інформація. Також протокол може бути застосований для передання індикаторів компрометації урядовій команді реагування на комп'ютерні надзвичайні події України CERT-UA з метою інформування інших організацій про потенційні загрози.
У 2021 році Держспецзв'язку працює над розробленням пакету документів, що містять вимоги захисту інформації та приватності, розроблені згідно зі стандартами NIST, а також провідними європейськими стандартами. Імплементація цих стандартів має розпочатись у 2022 році.

#### Державний контроль
Держспецзв'язку здійснює державний контроль за станом:
- технічного захисту інформації;
- криптографічного захисту інформації;
- протидії технічним розвідкам;
- захисту в кіберпросторі державних інформаційних ресурсів та інформації, вимога щодо захисту якої встановлена законом;
- кіберзахисту об'єктів критичної інфраструктури;
- дотриманням вимог законодавства у сфері електронних довірчих послуг.

Водночас Держспецзв'язку проводить державний інструментальний контроль захищеності інформації, яка циркулює на об'єктах «особливої норми» та в кабінетах абонентів урядового зв'язку.
Крім того, Держспецзв'язку впроваджує постійний державний контроль на об'єктах критичної інфраструктури та державний інструментальний контроль програмного забезпечення на наявність недокументованих функцій.

#### Аудит інформаційної безпеки
Держспецзв'язку забезпечує впровадження системи аудиту інформаційної безпеки на об'єктах критичної інфраструктури, встановлює вимоги до аудиторів інформаційної безпеки, їх атестації та переатестації. Також Держспецзв'язку координує, організовує та проводить аудит захищеності комунікаційних і технологічних систем об'єктів критичної інфраструктури на вразливість.

#### Протидія технічним розвідкам
Держспецзв'язку забезпечує нормативно-правове та технічне регулювання, методичне керівництво та координацію органів державного сектору, погоджує проєкти нормативно-правових документів тощо в галузі протидії технічним розвідкам.
Крім того, Держспецзв'язку погоджує і контролює виконання технічних завдань на проєктування, будівництво і реконструкцію особливо важливих об'єктів і на зразках військової та спеціальної техніки в частині протидії технічним розвідкам.

### Спеціальний зв'язок

#### Урядовий зв'язок
Держспецзв'язку забезпечує функціонування та розвиток державної системи урядового зв'язку для Президента України, Голови Верховної Ради України, Прем'єр-міністра України, інших посадових осіб державних органів, органів місцевого самоврядування для зв'язку із закордонними дипломатичними установами України, а також для зв'язку із закордонними дипломатичними установами України. Держспецзв'язку здійснює контроль за виконанням вимог законодавства у сфері захисту інформації в приміщеннях абонентів урядового зв'язку.
У 2020 році Держспецзв'язку розпочала модернізацію урядового зв'язку. У рамках реформи Служби, Держспецзв'язку й надалі забезпечуватиме надання надійного, безпечного та своєчасного спеціального зв'язку у мирний час, в умовах надзвичайного стану і в особливий період. А також розширити функціональні можливості Національної телекомунікаційної мережі (НТМ), що дасть можливість забезпечити інтеграцію наявних систем спеціального зв'язку та уніфікацію захищених електронних комунікацій різних державних органів у загальному безпековому контурі з використанням сучасних цифрових технологій.
Від початку повномасштабного вторгнення російської федерації в Україну, органи та підрозділи Держспецзв'язку забезпечують спеціальними видами зв'язку органи військового управління, організовують захищені відеоконференції військово-політичного керівництва держави та є невід'ємною складовою забезпечення функцій управління державою.

#### Фельд'єгерський зв'язок
Головне управління та підрозділи урядового фельд'єгерського зв'язку Держспецзв'язку призначені для організації і забезпечення урядовим фельд'єгерським зв'язком Президента України, Голови Верховної Ради України, Прем'єр-міністра України, державних органів, органів місцевого самоврядування, органів військового управління та інших юридичних осіб відповідно до законодавства. Забезпечення урядовим фельд'єгерським зв'язком передбачає доставку кореспонденції різного грифу секретності в межах України, а також дипломатичної пошти до інших держав.
Очолює систему урядового фельд'єгерського  зв'язку — Головне управління урядового фельд'єгерського зв'язку Держспецзв'язку, яке координує діяльність підрозділів урядового фельд'єгерського зв'язку Держспецзв'язку в обласних центрах.
У рамках реформування Держспецзв'язку буде запущено прототип системи автоматизації контролю за проходженням кореспонденції. Планується, що вже у наступному, 2022 році ця система працюватиме повноцінно.
Урядовий фельд'єгерський  зв'язок підвищить надійність, оперативність доставки кореспонденції, яка містить відомості, що становлять державну таємницю, службову інформацію, офіційної кореспонденції та дипломатичної пошти Президента України, Голови Верховної Ради України, Прем'єр-міністра України, державних органів, органів місцевого самоврядування, органів військового управління, закордонних дипломатичних установ України.

#### Спеціальний поштовий зв'язок
Держспецзв'язку здійснює формування та реалізацію державної політики в галузі поштового зв'язку спеціального призначення.

### Електронні комунікації
Адміністрація Держспецзв'язку здійснює державне регулювання у сфері комунікаційних послуг, зокрема:
- бере участь у формуванні та реалізації державної політики користування радіочастотним ресурсом України;
- забезпечує розвиток у сфері електронних комунікацій і користування радіочастотним ресурсом України;
- в межах своїх повноважень розробляє проєкти концепцій розвитку електронних комунікацій України та інших проєктів концепцій у сфері користування радіочастотним ресурсом України, а також сприяє їх реалізації;
- бере участь у розробленні технічних регламентів, норм, методики розрахунків електромагнітної сумісності радіоелектронних засобів і випромінювальних пристроїв та інші нормативно-правові акти;
- встановлює технічні вимоги до комунікаційних мереж, систем і комплексів спеціального зв'язку і загального користування, засобів та об'єктів спеціальних електронних комунікацій;
- інші завдання.

#### Національний центр оперативно-технічного управління мережами телекомунікацій (НЦУ)
Національний центр оперативно-технічного управління мережами телекомунікацій створений у 2019 році. Центр здійснює оперативно-технічне управління мережами електронних комунікацій для забезпечення сталого функціонування  мереж в умовах надзвичайних ситуацій, надзвичайного та воєнного стану.
Для ефективного управління електронними комунікаційними мережами в Україні під час надзвичайних ситуацій та воєнного стану в режимі 24/7 функціонує Національний центр оперативно-технічного управління. Центр також співпрацює з управлінськими структурами постачальників електронних комунікацій, включаючи іноземні компанії. У разі запровадження надзвичайного або воєнного стану центр видає обов'язкові для виконання розпорядження для постачальників послуг.
Від початку широкомасштабного вторгнення Російської Федерації в Україну завдяки розпорядженнями НЦУ було запроваджено національний роумінг на початку війни, а також визначено порядок використання Starlink-ів на території України. Окрім цього НЦУ координувало роботу операторів щодо взаємодії з енергетиками та військовими під час відновлення зв'язку на деокупованих територіях. Також за потреби конкретного оператора чи провайдера НЦУ може йому допомогти у розв'язуванні питань координації під час воєнного стану. Від 24 лютого 2022 року, Центром організовано понад 9 тисяч послуг зв'язку на мережах цивільних операторів для потреб сил безпеки і оборони.

### Захист об'єктів критичної інфраструктури
Державна служба спеціального зв'язку та захисту інформації Україникоординує секторальні та функціональні органи, що відповідають за захист критичної інфраструктури країни. Це координація захисту об'єктів, які є життєво важливими для функціонування держави та суспільства, таких як електростанції, транспортні вузли, медичні установи та системи водопостачання. Адміністрація Держспецзв'язку є уповноваженим органом із питань захисту критичної інфраструктури і координує діяльність секторальних та функціональних органів, органів місцевого самоврядування, обласних військових адміністрацій та операторів критичної інфраструктури, реалізуючи державну політику у сфері захисту від терористичних загроз, кібератак і природних катастроф. У рамках цієї діяльності особлива увага приділяється моніторингу стану об'єктів та їх захисту, що є критично важливим у сучасних умовах безпеки України.

## Діяльність Держспецзв'язку в галузі освіти
Держспецзв'язку бере участь у розробленні та організації виконання цільових, наукових і науково-технічних програм за напрямами діяльності Служби, у побудові та розвитку екосистеми освіти, професійного навчання та розвитку трудового ресурсу, а також підвищення обізнаності в інформаційній безпеці звичайних користувачів.
Держспецзв'язку працює за чотирма стратегічними пріоритетами.

#### 1. Утвердження культури кібергігієни та кібербезпеки в суспільстві
Держспецзв'язку разом із партнерами працює над розробленням освітніх програм із кібергігієни, розрахованих на користувачів різного рівня обізнаності. Також Держспецзв'язку інституційно підтримує, консультує, надає рекомендації організаціям, міжнародним партнерам, окремим експертам, які хочуть створювати контент, присвячений питанням кібергігієни.
У квітні 2021 року Держспецзв'язку оголосила конкурс для громадських організацій на активності у сфері кібергігієни. Це можуть бути довідники, методичні заходи, освітні програми, конференції.

#### 2. Розбудова сталої системи підготовки кадрів у системі формальної освіти України
Держспецзв'язку додає у Державний класифікатор Міністерства економіки України 46 професій у галузі кібербезпеки.
Тепер перед Держспецзв'язку стоїть завдання — розробити кваліфікаційні вимоги до професій та професійні стандарти. Маючи такі стандарти, можна буде переходити до створення системи кваліфікації та сертифікації відповідних професій та відкривати відповідні кваліфікаційні центри. У них випускники закладів вищої освіти зможуть скласти професійні іспити і здобути кваліфікацію за конкретним напрямом.
Крім того, разом із МОН Держспецзв'язку бере участь у розробленні стандартів вищої освіти за 125 спеціальністю «Кібербезпека» та в оцінюванні якості освіти в галузі кібербезпеки та захисту інформації в закладах вищої освіти.
Разом із МОН та фахівцями з інших установ Держспецзв'язку бере участь у розробленні програми для Президентського університету. Указ Президента України № 217/2021 «Питання проєкту „Президентський університет“» про створення університету Президент України Володимир Зеленський підписав 31 травня 2021 року.

#### 3. Професійне навчання та розвиток трудових ресурсів захисту інформації та кібербезпеки
До закладів сфери управління Держспецзв'язку належить Інститут спеціального зв'язку та захисту інформації — науково-освітній підрозділ НТУУ «КПІ» ім. І. Сікорського. ІСЗЗІ готує фахівців з інформаційної та кібербезпеки для центральних органів виконавчої влади, військових формувань і правоохоронних органів.

#### 4. Посилення кадрового потенціалу та формування кадрового резерву основних суб'єктів Національної системи кібербезпеки
Як центральний орган виконавчої влади Держспецзв'язку створює умови для розвитку ринку праці в галузі кіберзахисту та захисту інформації.
На базі тренінгового центру Кіберцентру UA30, що належить до структури Держспецзв'язку, фахівці державного сектору з кібербезпеки проходять систематичні навчання і тренінги— як локальні, так і міжнародні. Програми навчання розробляють тренери тренінгового центру, а також міжнародні партнери Держспецзв'язку.
Наразі Держспецзв'язку працює над програмою тренінгів для фахівців із кібербезпеки, які працюють на об'єктах критичної інфраструктури. Проходити тренінги вони зможуть від 2022 року.

## Діяльність у воєнний час

### Ешелонований кіберзахист
Повномасштабне російське вторгнення у 2022 році супроводжується постійною агресією ворога на кіберфронті. Від початку 2022 року кількість кібератак на українські інформаційні системи зросла приблизно втричі порівняно з відповідним періодом минулого року. Основне джерело кібератак — російські хакерські угрупування, більшість з яких фінансується урядом рф. Основною мішенню кібератак стала критична інфраструктура України.
З метою кіберзахисту країни під час повномасштабного російського вторгнення в березні 2022 року Державний центр кіберзахисту Держспецзв'язку та Урядова команда реагування на комп'ютерні надзвичайні події CERT-UA спільно з колективами найкращих українських компаній з кібербезпеки та провідними світовими виробниками рішень почали пропонувати всебічну допомогу у створенні ешелонованих систем кіберзахисту ІТ-інфраструктур для установ та організацій будь-якої форми власності. Зокрема, йдеться про адресну допомогу із захисту від DDOS-атак, моніторінгу безпеки, міграції в хмарні середовища, розгортання сучасних систем захисту від кіберзагроз робочих станцій і серверів тощо.

### Урядовий зв'язок
Одним із ключових завдань Держспецзв'язку як у мирний час, так у воєнний час є забезпечення захищеним надійним зв'язком керівництво держави. Під час повномасштабного російського вторгнення українська влада, не зважаючи на численні обстріли інфраструктури Держспецзв'язк, не втратила можливість здійснювати оперативне управління й була забезпечена надійним і безперебійним зв'язком.
За перші три місяці війни (2022 року) Держспецзв'язок забезпечив:
- 5167 з'єднань в інтересах Офісу Президента України;
- 8566 з'єднань в інтересах ЗС України та інших сил безпеки;
- 1975 міжнародних з'єднань.

Близько половини військового зв'язку також забезпечується системами і мережами Держспецзв'язку: військові частини, які виконують завдання саме на передовій, забезпечують зв'язком оперативні командування.

## Законодавство
Перелік основних нормативно-правових актів, зокрема, Закони України, постанови та розпорядження Кабінету Міністрів України, положення, що мають відношення до діяльності Держспецзв'язку:
- Стратегія кібербезпеки України;
- Закон України «Про Державну службу спеціального зв'язку та захисту інформації України» від 3 листопада 2006 року зі змінами від 30 березня 2021 року;
- Закон України «Про основні засади забезпечення кібербезпеки України» від 5 жовтня 2017 року зі змінами від 17 вересня 2020 року;
- Закон України «Про захист інформації в інформаційно-телекомунікаційних системах» зі змінами від 04 червня 2020 року;
- Закон України «Про Національну систему конфіденційного зв'язку» від 10 січня 2002 року зі змінами від 27 березня 2014 року;
- Закон України «Про радіочастотний ресурс України» від 1 червня 2000 року зі змінами від 14 січня 2020 року;
- Закон України «Про телекомунікації» від 18 листопада 2003 року зі змінами від 17 вересня 2020 року;
- Закон України «Про критичну інфраструктуру» від 16 листопада 2021 року;
- Указ Президента України від 22 жовтня 2021 року № 544/2021 "Про рішення Ради національної безпеки і оборони України від 22 жовтня 2021 року «Про Концепцію реформування Державної служби спеціального зв'язку та захисту інформації України»"[24];
- Указ Президента України від 19 травня 2025 року № 308/2025 «Про символіку Державної служби спеціального зв'язку та захисту інформації України»[25];
- Постанова Кабінету Міністрів України від 23 грудня 2020 року № 1363 «Про реалізацію експериментального проєкту щодо запровадження комплексу організаційно-технічних заходів з виявлення вразливостей і недоліків у налаштуванні інформаційних, телекомунікаційних та інформаційно-телекомунікаційних систем, в яких обробляються державні інформаційні ресурси»;
- Постанова Кабінету Міністрів України від 23 грудня 2020 року № 1295 «Деякі питання забезпечення функціонування системи виявлення вразливостей і реагування на кіберінциденти та кібератаки»;
- Постанова Кабінету Міністрів України від 8 лютого 2021 р. № 94 «Про реалізацію експериментального проєкту щодо функціонування Національного центру резервування державних інформаційних ресурсів»;
- Розпорядження Кабінету Міністрів України від 2 грудня 2020 № 1566-р щодо питання штучного інтелекту, яке Центр планує включити до свого Положення, проєкт якого наразі розробляється;
- Положення про Державний центр кіберзахисту Державної служби спеціального зв'язку та захисту інформації України у новій редакції, затверджене наказом Адміністрації Держспецзв'язку від 26 жовтня 2020 року № 686.

## Керівництво

#### Головне управління урядового зв'язку Служби безпеки України
- генерал-майор Сємушев Юрій Миколайович (1992—1995)
- генерал-летенант Лазарєв Григорій Петрович (1995—1998)

##### Департамент спеціальних телекомунікаційних систем та захисту інформації Служби безпеки України
- генерал-летенант Лазарєв Григорій Петрович (1998—2001)
- Скринник Олександр Павлович (2001—2003)
- генерал-майор Бойко Костянтин Володимирович (2004—2006)

##### Державна служба спеціального зв'язку та захисту інформації України
- генерал-майор Коновалов Ігор Вікторович (2006)
- генерал-лейтенант Чеботаренко Юрій Борисович (2007—2010)[26]
- Нетудихата Леонід Іванович (2010—2011)[27][28]
- Резніков Геннадій Анатолійович (2011—2014)
- полковник Звєрєв Володимир Павлович (2014—2015)[29][30]
- генерал-лейтенант Євдоченко Леонід Олександрович (2015—2019)
- полковник Петров Валентин Володимирович (2019—2020)
- бригадний генерал Щиголь Юрій Федорович (08.07.2020—20.11.2023)[11]
- майор Мироненко Юрій Миколайович (01.12.2023–15.11.2024)[12][31].
- бригадний генерал Потій Олександр Володимирович (15.11.2024—до т.ч.)[32][33].